# E3 2021
A E3 2021 foi a 26ª E3, na qual fabricantes de hardware, desenvolvedores de software e publicadoras da indústria de jogos eletrônicos apresentaram novos e futuros produtos. O evento, organizado pela Entertainment Software Association (ESA), ocorreu como um evento virtual apenas online com acesso gratuito a todos, de 12 a 15 de junho de 2021.
Os eventos virtuais incluiram sessões de apresentação de grandes editoras transmitidas em um palco ao vivo em Los Angeles, um show de premiação e uma noite de pré-estréia, além de ajudar as empresas a realizar reuniões privadas online com a mídia e empresas. Devido à natureza exclusivamente online, o evento foi renomeado para o ano como Electronic Entertainment Experience 2021 em vez do normal Electronic Entertainment Expo. Greg Miller, Jacki Jing e Alex "Goldenboy" Mendez foram os anfitriões dos eventos.
A E3 2021 segue o evento E3 2020, cancelado devido à pandemia COVID-19. A ESA pretendia realizar um evento presencial em 2021 durante as datas normais de junho, conforme informado aos parceiros em abril de 2020, mas teve de alterar os seus planos devido a preocupações contínuas do COVID-19. Embora o evento de 2021 seja inteiramente online, a ESA planeja retornar para um evento presencial em 2022. A E3 2021 foi gratuita para a participação de todos.
Entre as empresas confirmadas no evento estavam a Nintendo, Microsoft, Capcom, Ubisoft, Take-Two Interactive, Warner Bros. Interactive Entertainment, Koch Media, Square Enix, Sega, Gearbox Software, Bandai Namco, Turtle Beach, Verizon, Xseed Games / Marvelous Inc, Freedom Games, Devious Eye Entertainment e Binge.com. A Konami tinha planejado participar, mas anunciou depois que não estaria pronta para apresentar na E3, pois estava desenvolvendo vários projetos que revelariam em um próximo momento.

## Eventos online
Para sediar o evento, a ESA disponibilizou ao público um aplicativo e um portal online. Integrantes da mídia e da imprensa tiveram acesso a eles no dia 7 de junho, para um acesso da mídia uma semana antes do evento. O público pôde acessá-los no dia 12 de junho. O aplicativo e o portal foram usados para acessar mostras de jogos, painéis de desenvolvedores e conferências de imprensa, com parte desse conteúdo também espelhado para serviços de streaming. Membros da mídia puderam se registrar para acesso a partir de 24 de maio, enquanto profissionais da indústria, criadores e influenciadores puderam se registrar em 31 de maio. O público em geral pôde se registrar em 3 de junho.

## Conferências de imprensa

### Ubisoft
A Ubisoft realizou seu evento de imprensa online Ubisoft Forward em 12 de junho de 2021 às 12h PDT.

### Microsoft / Bethesda
A Microsoft e a Bethesda Softworks realizaram uma coletiva de imprensa conjunta em 13 de junho de 2021 às 10h PDT.

### Square Enix
A Square Enix teve um evento de a imprensa em 13 de junho de 2021 às 12h15 PDT.

### Capcom
A apresentação da Capcom na E3 ocorreu em 14 de junho de 2021.

### Take-Two
O evento de imprensa da Take-Two ocorreu em 14 de junho de 2021.

### Nintendo
A Nintendo realizou um Nintendo Direct para a E3 em 15 de junho de 2021 às 9h PDT, seguido por três horas de gameplay de Nintendo Treehouse Live sobre os títulos discutidos no evento.

### Bandai-Namco
A Bandai-Namco realizou um evento de imprensa em 15 de junho de 2021.

## Outros eventos

### IGN Expo
A IGN realizou seu evento IGN Expo em 11 de junho de 2021, às 13h PDT. Ele contou com novas revelações de jogos, revelações de gameplay e outros anúncios.

### Wholesome Games
A Wholesome Games sediou seu evento 'Wholesome Direct 2021' em 12 de junho de 2021 às 10h PDT. Ele contou com mais de 75 títulos independentes, incluindo jogos atualmente não anunciados e jogos que serão lançados durante o evento.

### Devolver Digital
A Devolver Digital fez sua própria apresentação em 12 de junho de 2021.

### Limited Run Games
A Limited Run Games realizou seu evento anual #LRG3 em 14 de junho de 2021, às 13h. PDT. Ele contará com mais de 25 novos anúncios para jogos sendo publicados em mídia física.

### Steam Next Fest
De 16 a 22 de junho de 2021, a Valve fez seu Steam Next Fest, uma reformulação de seu antigo Steam Game Festival, que foi feito pela primeira vez em 2019. Durante o evento, a Valve mostrou centenas de demonstrações de jogos disponíveis através da plataforma Steam, acompanhadas por transmissões ao vivo com desenvolvedores e promoções de jogos selecionadas.

### Summer Game Fest
O segundo Summer Game Fest de Geoff Keighley começou na mesma época da E3 2021 com a expectativa de durar dois meses, através da Gamescom em agosto de 2021, apresentando uma série de eventos promocionais fora da E3. Embora Keighley já tivesse deixado de participar da E3 2020 antes de seu cancelamento, ele organizou o primeiro Summer Game Fest como um substituto para o show cancelado. A Sony e a marca PlayStation tiveram anúncios durante este evento, evitando a E3, como fizeram em anos anteriores. Entre os eventos planejados estava o primeiro Tribeca Games Spotlight, com jogos indicados para o prêmio inaugural de videogame do Tribeca Film Festival.
A Koch Media apresentou uma mostra em 11 de junho de 2021 às 12h PDT, como parte do Summer Game Fest.

### EA Play
A Electronic Arts terá seu evento EA Play separado em 22 de julho de 2021.